# Nisba
Nisba (en árabe نسبة), nisbah o nesba ("atribución"), en la onomástica árabe, es un adjetivo que indica el lugar de origen de la persona, afiliación tribal o ascendencia. Se utiliza al final del nombre y termina con el sufijo -iyy(ah).
Originalmente es una palabra árabe que pasó a muchos otros idiomas como el turco, persa y urdu. En el uso del persa, turco y urdu, se pronuncia/ escribe exclusivamente como nisbat.
En el uso árabe, esa pronunciación se produce solamente cuando la palabra es expresada en caso genitivo. La práctica se ha adoptado en nombres persas y en nombres musulmanes del sur de Asia, y el nisba, a veces, llega a ser un apellido.

## Uso original
La "relación" nisba es un término gramatical que refiere a la sufijación del masculino -iyy o femenino -iyyah a una palabra para que se convierta en adjetivo. A modo de ejemplo, la palabra 'Arabiyy (عربي) significa "árabe, relacionado con el árabe, arábigo". Las formas nisba son muy comunes en los nombres árabes.

## Uso en onomástica
Los nombres árabes no incluyen nombres familiares o apellidos, sino más bien patronímicos (nasab), donde el nombre de la persona es seguido por el nombre de su padre, por lo general unido por ibn o bin ('hijo'). Los patronímicos pueden ser largos, puesto que pueden incluir todos los antepasados conocidos. Cuando un nombre se simplifica con uno o dos antepasados, puede llegar a confundirse con los nombres de otras personas, por lo que un especificador adicional, un nisba, puede añadirse como atributo.
Un nisba, por lo general, va con el prefijo al ('el') y puede ser casi cualquier cosa:

### Lugares
- Al Baghdadi, relacionado con la ciudad de Bagdad, por ej. Al-Jatib al-Baghdadi, Junayd al-Baghdadi.
- Al Masri, relacionado con Egipto, por ej. Abu Hamza al-Masri.
- Al Najdi, relacionado con la región de Najd en Arabia Saudita.
- Al Tihami, relacionado con la región de Tihama en Arabia Saudita.
- Al Hijazi, relacionado con la región de Hijaz en Arabia Saudita, por ej. Amal Hijazi.
- El Djezairi, relacionado con Argelia, por ej. Abdelkader El Djezairi.

### Tribus o clanes
- Al Tamimi, de la tribu o clan de Banu Tamim, por ej. Alaa al-Tamimi.
- Al Qurashi, de la tribu o clan de Quraish, por ej. Abu Uthman Said ibn Hakam al-Qurashi.
- Al Ta'i, de la tribu de Tai', por ej. Hatem at-Ta'i.

### Personas
- Al Maliki, relacionado con Malik al-Ashtar, por ej. Nuri al Maliki.
- Al Farouqi, relacionado con Faruq el Grande, por ej. Ismail al-Faruqi.

### Múltiples
Se puede tener más de un nisba que puede estar relacionado con una ciudad, un clan, una profesión o una persona al mismo tiempo. Por ejemplo:
- Ali ibn Abi-Hazm al-Qarshi al-Dimashqi, de la tribu de Quraish y de Damasco (Dimashq).
- Abd al-Qahir ibn Tahir al-Tamimi al-Shaffi al-Baghdadi, de la tribu de Banu Tamim, de la ciudad de Bagdad y seguidor de Muhammad ibn Idris ash-Shafi`i.

El nisba es opcional, pero está bastante extendido.

## Ejemplos
- Ansari — de Ansar, gente de Medina que ayudó al profeta Mahoma.
- Tabataba'i — alguien que tiene dos Seyyed como padres.
- Bujari — alguien nacido en Bujará.
- Hanbali — alguien que sigue a Madhhab Hanbali.